# Chtiba
Chtiba är en ort i Marocko.   Den ligger i regionen Marrakech-Safi, 210 km söder om huvudstaden Rabat.